# Largo di Torre Argentina

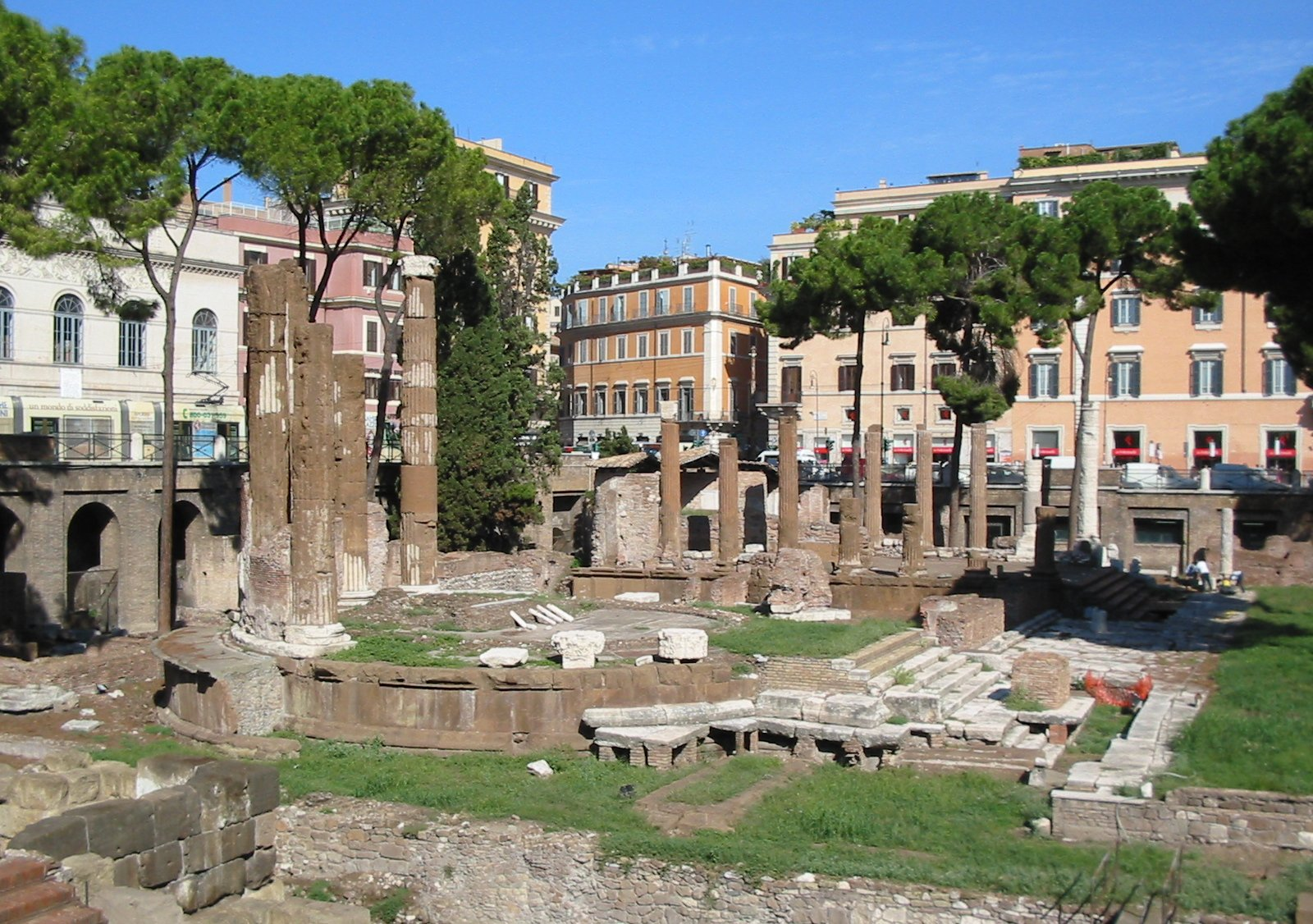
O Templo B, Templo da Fortuna do Dia (Aedes Fortunae Huiusce Diei), é um dos templos que jazem na zona vedada da praça.

O Largo di Torre Argentina é uma praça em Roma, na zona de Campo de Marte (no rione Pigna), onde constam alguns templos da época da República Romana, e as ruínas do Teatro de Pompeu.
O nome da praça advém de Torre Argentina que não tem qualquer relação com o país sul-americano, mas sim com a cidade de Estrasburgo, cujo nome original era Argentorato. Com efeito, em 1503, John Burckhardt de Estrasburgo construiu na via do Sudário um palácio (actualmente o número 44), a Casa del Bucardo, anexando uma torre, a Torre Argentoratina, que herdou o nome da sua cidade-natal.
Após a unificação italiana, foi deliberada a reconstrução parcial de Roma (1909), que passaria pela demolição da zona de Torre Argentina, onde constam os restos de uma torre medieval, a Torre Papito ou Torre Boccamazzi. No entanto, durante os trabalhos (1927), foram descobertas uma cabeça e braços em mármore de grandes proporções, cuja investigação traria algum esclarecimento em relação a esta zona, como uma zona sacra datada da era republicana.
Os templos, originalmente designados como A, B, C e D, fazem frente a uma estrada pavimentada, datada da era imperial, após o incêndio de 80 d.C. A área foi delimitada a Norte pelo hecatóstilo (que faz alusão a uma centena de colunas) e pelas Termas de Agripa, a sul pelos edifícios relacionados com o Circo Flamínio, a leste pelo Pórtico de Minúcio, e a oeste pelo Teatro de Pompeu.
O Templo A terá sido construído no século III a.C., e é provavelmente o Templo de Juturna, construído por Caio Lutácio Cátulo após sua vitória na Batalha das ilhas Égadas na Primeira Guerra Púnica (241 a.C.). Seria mais tarde reconstruído como a igreja de San Nicola de Calcarario, cuja abside ainda subsiste.
O Templo B, circular e com seis colunas ainda presentes, terá sido construído por Quinto Lutácio Cátulo em 101 a.C. para celebrar a sua vitória sobre os cimbros; surge referido como Templo da Fortuna do Dia (Aedes Fortunae Huiusce Diei), devotado à Fortuna do Dia. A estátua colossal encontrada durante as escavações, transladada para os Museus Capitolinos, era a estátua da própria deusa. Apenas a cabeça, braços e pernas eram de mármore: as outras partes, cobertas por tecido, eram em bronze.
O Templo C, conhecido como Templo de Ferônia, é o mais antigo dos três, datado do século III ou IV a.C., provavelmente devotado a Ferônia, a antiga deusa da fertilidade dos povos itálicos. Após o incêndio de 80, o templo foi restaurado e os mosaicos brancos e pretos da câmara interior datam dessa restauração.
O Templo D é o maior de todos, datado do século II a.C., já com restaurações do último período da República, o Templo dos Lares Permarinos. No entanto, apenas uma parte foi ainda escavada, devido ao facto de a estrada municipal estar construída sobre si.

## Remodelação e abertura ao público
Depois de obras de remodelação financiadas pela Bulgari, joalheria italiana de luxo, com o dinheiro que sobrou da restauração das Escadarias da Praça da Espanha, abriu ao público pela primeira vez desde a sua descoberta em 21 de junho de 2023 o complexo monumental dos antigos templos romanos da Praça Argentina, local onde, segundo a tradição, Júlio César foi assassinado.

## Localização
| Planimetria do Campo de Marte meridional |
| --- |
| Tibre Navália Circo Flamínio Teatro de Marcelo T. de DianaC T. da Piedade T. de Jano T. de Juno T. de Spes Templo de Belona Templo de Apolo Sosiano Templo de Júpiter Estator Templo de Juno Regina Pórtico de Otávia Portico de Filipo T. de Hércules Portico de Otávio Teatro de Balbo Cripta de Balbo Portico de Minúcio T. das Ninfas Diribitório T. de Juturna T. da Fortuna T. de Ferônia T. dos Lares Permarinos Cúria de Pompeu Portico de Pompeu Teatro de Pompeu Templo da Vênus Victrix Templo de Marte Santuário de Hércules Grande Vigia Templo de Castor e Pólux Ponte Fabrício Ilha Tiberina Pórtico dos Máximos T. de Netuno Pórtico dos Deuses Vila Pública Hecatostilo T. da Fortuna Equestre Anfiteatro de Estacílio Tauro (?) |